# Крюков, Филипп Яковлевич
Филипп Яковлевич Крюков — советский военачальник, генерал-майор артиллерии (1940).

## Биография
Родился в 1896 году в селе Троицо-Пелсница. Член КПСС с 1919 года.
С 1915 года — на военной службе, общественной и политической работе. Старший фейерверкер, участник Первой мировой войны, окончил артиллерийскую учебную команду (1916). Участник Гражданской войны, командир конного артиллерийского взвода, командир 176-го зенитного артиллерийского полка МВО. 15 марта 1924 года закончил Повторную школу среднего комсостава Зенитной артиллерии особого назначения  (г. Ленинград). С октября 1925 года командовал отдельной учебной батареей зенитной артиллерии РККА (г. Севастополь). Окончил КУКС зенитной артиллерии РККА (1927), инженерно-командный факультет Артиллерийской академии РККА имени Ф. Э. Дзержинского (1936).
С сентября 1927 года по сентябрь 1931 года в Севастопольской школе зенитной артиллерии – руководитель партии курсов усовершенствования и доподготовки, командир дивизиона. В 1937–1941 годах командир 1-й дивизии ПВО.
Участвовал в советско-финской войне 1939—1940 годов: командир 2-го корпуса ПВО и начальник ПВО Ленинграда. После войны заместитель командующего войсками Ленинградского военного округа по ПВО.
С февраля 1941 года командующий Северной зоной ПВО. С 23 июля начальник ПВО Северного фронта, с июня 1942 и.д. начальника управления ПВО Ленинградского фронта. Однако уже в августе того же года "за систематическое пьянство и халатное отношение к службе" был отстранён от службы. В ноябре 1942 назначен заместителем начальника артиллерии по ПВО Юго-Западного фронта.
Делегат XVIII съезда ВКП(б).
Погиб на фронте 3 марта 1943 года.
За мужество в боях с фашизмом в апреле 1943 г. он был награждён третьим орденом Красного Знамени (посмертно).

## Воинские звания
- майор (24.01.1936)
- полковник[источник не указан 1912 дней]
- комбриг (26.08.1937)
- комдив (05.11.1939)
- генерал-майор артиллерии (04.06.1940)